# Flor-de-Lis
Flor-de-Lis est un groupe portugais de musique traditionnelle. Ce groupe est choisi lors du Festival de la chanson de la chaine portugaise RTP pour représenter le Portugal lors du Concours Eurovision de la chanson 2009 avec la chanson Todas as ruas do amor. Arrivés en finale, ils finissent à la 15e place du concours.

## Histoire
Flor de Lis est formé en 2008, un projet musical enraciné dans la musique populaire et folk portugaise, mais avec des influences de la musique populaire du monde entier. Ces influences proviennent d'Amérique latine, d'Afrique et du Moyen-Orient. 
En 2009, ils participent au festival de la chanson de la RTP, qu'ils remportent avec la chanson Todas as Ruas do Amor. Ils deviennent ainsi le représentant choisi par le Portugal pour représenter le pays à Moscou au Concours Eurovision de la chanson 2009, participant à la première demi-finale le 12 mai, après avoir obtenu une place en finale le 16 mai. Lors de la finale du festival, le groupe se classe 15e avec 57 points. L'album Signo Solar sort en avril 2010. Le thème principal du groupe est la musique folklorique portugaise est la principale influence du groupe. L'année suivante, une édition limitée est sortie avec quelques titres supplémentaires. En 2013, Flor de Lis sort le single Cinema Paraíso et en 2014 le single Dona Rosa. La période qui suit est une pause et le groupe se concentré sur les performances live pour l'interprétation des thèmes déjà édités.
De retour en 2020 avec une esthétique renouvelée et une évolution sonore, le groupe conserve pratiquement le line-up de base : Daniela Varela au chant, José Varela au chant, José Varela au piano, Vasco Corisco à la basse, et Pedro Marques aux percussions et à la guitare. 

## Membres
- Daniela Varela - chant
- Paulo Pereira - percussions
- José Camacho - guitare, guitare portugaise
- Jorge Marques - guitare
- Ana Sofia Campeã - accordéon
- Rolando Amaral - basse
- Pedro Marques - batterie, percussions

## Discographie

### Albums studio
- 2010 : Signo Solar